# 理查·希柯克
理查·希柯克（Richard Hickock，1931年6月6日—1965年4月14日）全名理查·尤金·「狄克」·希柯克（Richard Eugene "Dick" Hickock），是美國堪萨斯州霍爾庫姆「克拉特家族滅門案」的兇手之一。他因兇案過程被記載於非虛構小說《冷血》而知名。

## 早年生活
理查·希柯克出生於美國堪薩斯州堪薩斯城的一個農村家庭。他於奧拉西高中求學期間是名出色的運動員，並在學術上取得優異的成績，因而收到兩間大學的入學邀請。然而，由於家境貧困，其父不允許他入讀大學 。不久後，他遇上車禍使得兩邊臉變得不對稱。在高中畢業後，他到鐵路局當技工。隨後，他與一名16歲的少女結婚。他在妻子懷上第一胎時發生婚外情，於是他決定離婚並娶該名情婦為妻。儘管這段婚姻為希柯克增添了兩名孩子，他後來又因入獄而與第二任妻子離婚收場。在獲釋後，希柯克因詐騙和使用假支票不斷來回監獄。在這段期間，他遇到「克拉特家族滅門案」的另一名兇手貝利·史密斯。

## 克拉特家族滅門案
在史密斯離開監獄後，希柯克認識了一名叫威爾遜的犯人。希柯克從閒聊中得悉威爾遜曾在堪薩斯州霍爾庫姆工作過，其僱主赫伯特·克拉特是名富農，家中有個存放過萬元的保險箱。於是，希柯克計劃在出獄後劫殺克拉特一家。在重獲自由後希柯克與史密斯取得聯絡，然後於1959年11月14日駕車到赫伯特的住所，要脅赫伯特講出保險箱的所在位置。然而，後來二人發現赫伯特家裡根本沒有保險箱，而且這家庭幾乎不使用現金，在接近一無所獲下殺死全家四人。
希柯克和史密斯及後逃亡到墨西哥，之後因生活問題返回美國拉斯維加斯。在這兒，二人被逮捕並被押返霍爾庫姆問話及受審。起初，希柯克否認案發當晚在死者家中，但後來在史密斯的招供下承認搶劫克拉特一家，但堅拒承認殺人。儘管如此，二人還是以謀殺罪被處以死刑。希柯克後來試圖上訴，但被駁回。最終，二人於1965年4月14日先後於堪薩斯州的蘭辛州際監獄問吊。

## 後續
希柯克和史密斯死後葬於蘭辛的曼西山墓園。希柯克同意將他的雙眼捐出作眼角膜轉移，那雙角膜後來用於兩個在蘭辛的患者身上。
2012年12月18日，希柯克和史密斯的屍體被掘起，以解決於1959年發生至今尚未解決的懸案；當年12月19日，佛羅里達州奧士庇的一戶家庭遭到槍殺。考慮到二人在殺害克拉特家族後曾到訪佛羅里達州，他們從而被懷疑是這案件的真兇。通過死者褲子留下的基因進行驗試，警方試不到二人的基因，故假定他們未參與該兇案。雖然這樣，二人仍被認為是這懸案的疑犯。